# 金厢镇
金厢镇，是中华人民共和国广东省汕尾市陆丰市下辖的一个乡镇级行政单位。

## 行政区划
金厢镇下辖以下地区：
金厢社区、十二岗村、城美村、下巷村、下埔村、埔边村、蕉园村、洲渚村、望尧村、山门村、竹桥村、米坑村和大宫村。